# Jung Dae-hyun
Dans ce nom coréen, le nom de famille, Jung, précède le nom personnel.
Jung Dae-hyun (en coréen : 정대현), né le 28 juin 1993, souvent simplifié Daehyun (en coréen : 대현), est un chanteur et danseur sud-coréen. Il est connu pour être le chanteur principal du boys band sud-coréen B.A.P.

## Biographie

### Jeunesse
Jung Daehyun est né à Gwangju en Corée du Sud, le 28 juin 1993. Il déménagera plus tard à Busan en Corée du Sud. Daehyun a un frère aîné de trois ans.